# Bonholz (Waldmünchen)
Bonholz ist ein Ortsteil der Stadt Waldmünchen im Landkreis Cham des Regierungsbezirks Oberpfalz im Freistaat Bayern.

## Geografie
Bonholz liegt 1,6 Kilometer östlich der Bahnstrecke Cham–Waldmünchen und der parallel zur Bahnlinie verlaufenden Staatsstraße 2146, 8 Kilometer südlich von Waldmünchen und 7 Kilometer südwestlich der tschechischen Grenze. Östlich von Bonholz erstreckt sich in Nordsüdrichtung der Gebirgsstock Prosdorfer Forst mit mehreren über 700 Meter hohen Gipfeln. Nördlich von Bonholz erhebt sich der Kathifelsen (752 m), nordöstlich der Arberblick (760 m) und der Vordere Hiener (781 m) und südöstlich der Hagenberg (740 m). An den Westhängen dieser Berge nördlich von Bonholz entspringen die Quellen des Lohgrabens. Der Lohgraben fließt Richtung Westen in die Ortschaft Katzbach hinein, wo er seinen Namen in Katzbach ändert und seinen Lauf Richtung Süden fortsetzt. Er mündet am westlichen Ortsrand von Cham in den Regen.

## Geschichte
In Bonholz (auch: Panholz, Ponholz) wurde 1553 ein ödes Gut erwähnt, Inhaber war Bastl Thurnbauer. 1563 hatte Bonholz 1 Mannschaft. 1588 gab es in Bonholz 1 Hof. 1622 wurde Bonholz mit 1 Hof erwähnt. 1703 wurde in Bonholz 1 Hof verzeichnet. 1808 hatte die Ortschaft 2 Anwesen, 1 Weber.
1808 wurde die Verordnung über das allgemeine Steuerprovisorium erlassen. Mit ihr wurde das Steuerwesen in Bayern neu geordnet und es wurden Steuerdistrikte gebildet. Dabei kam Bonholz zum Steuerdistrikt Katzbach. Der Steuerdistrikt Katzbach bestand aus den Dörfern Katzbach, Häuslarn, Kühnried und den Weilern Eschlmais und Bonholz.
1820 wurden im Landgericht Waldmünchen Ruralgemeinden gebildet. Dabei kam Bonholz zur Ruralgemeinde Häuslarn, die aus Häuslarn mit 17 Familien und Bonholz mit 3 Familien bestand. 1836 wurde die Gemeinde Häuslarn auf eigenen Wunsch der Gemeinde Katzbach angegliedert mit der Begründung, dass „die Gemeinde nur aus 12 Hausnummern bestehe und keines der Gemeindeglieder lesen oder schreiben könne.“
1972 schloss sich die Gemeinde Katzbach der Gemeinde Geigant an, welche 1978 nach Waldmünchen eingegliedert wurde.
Bonholz gehört zur Pfarrkuratie Geigant. 1997 hatte Bonholz 10 Katholiken.

## Einwohnerentwicklung ab 1820
| Jahr | Einwohner  | Gebäude |
| ---- | ---------- | ------- |
| 1820 | 3 Familien | k. A.   |
| 1838 | 14         | 2       |
| 1861 | 19         | 4       |
| 1871 | 12         | 6       |
| 1885 | 14         | 2       |
| 1900 | 14         | 2       |
| 1913 | 15         | 2       |

| Jahr | Einwohner | Gebäude |
| ---- | --------- | ------- |
| 1925 | 17        | 2       |
| 1950 | 16        | 2       |
| 1961 | 11        | 2       |
| 1970 | 14        | k. A.   |
| 1987 | 12        | 2       |
| 2011 | 6         | k. A.   |